# Banzhang Shan
Banzhang Shan är en kulle i Kina. Den ligger i provinsen Guangdong, i den södra delen av landet, omkring 100 kilometer söder om provinshuvudstaden Guangzhou. Toppen på Banzhang Shan är 30 meter över havet. Banzhang Shan ligger på ön Damaliu Zhou.
Närmaste större samhälle är Zhuhai, 6,1 km nordost om Banzhang Shan. Trakten runt Banzhang Shan består till största delen av jordbruksmark.
Genomsnittlig årsnederbörd är 2 326 millimeter. Den regnigaste månaden är maj, med i genomsnitt 472 mm nederbörd, och den torraste är januari, med 25 mm nederbörd.